# Marcia trionfale
Marcia trionfale è un film del 1976 diretto da Marco Bellocchio.

## Trama
Paolo Passeri, laureato in lettere, non essendo riuscito a essere ammesso al corso Ufficiali di complemento è costretto ad adempiere come soldato semplice la sua leva nella caserma Stevago, comandata dal capitano Asciutto. Il suo soggiorno a Reggio Emilia non è felice, tra arcigni superiori e perfidi anziani. Il capitano Asciutto sceglie Passeri come suo assistente personale: così Passeri si trasforma nel confidente del suo superiore, che lo spinge a controllare ogni passo di sua moglie Rosanna che lo tradisce. Rosanna subisce notevoli violenze da parte del capitano e decide di separarsi anche da Paolo, del quale si sta innamorando, fuggendo dalla città.
Il capitano Asciutto viene quindi ucciso con una fucilata al petto esplosa da una sentinella notturna, da lui già presa di mira e ingiustamente punita tempo prima, che subito dopo spara un colpo in aria. La sentinella doveva invece sparare un primo colpo in aria e, solo in caso di ulteriore avanzamento del capitano Asciutto, poteva e doveva sparargli, anche mortalmente. La testimonianza - falsa - del suo commilitone Paolo Passeri lo salva da un processo davanti alla Corte Marziale che gli costerebbe una pena pesantissima, anche se non quella capitale, all'epoca applicabile solo in contesto bellico.

## Produzione
Il film è stato girato in una caserma dismessa a Reggio Emilia e a Roma in estate-autunno 1975.

## Riconoscimenti
- 1976 - Nastro d'argento
  - Migliore attore protagonista (Michele Placido)